# Hisonotus
Hisonotus (Гісонотус) — рід риб триби Otothyrini з підродини Hypoptopomatinae родини Лорікарієві ряду сомоподібні. Має 33 види. Наукова назва походить від грецьких слів isos, тобто «рівний», «однаковий», та noton — «спина».

## Опис
Загальна довжина представників цього роду коливається від 2,4 до 6,6 см. Зовні дещо схожі із сомами з роду Otocinclus. Голова доволі велика. Очі маленькі. Морда майже округла з маленькими одонтодами (шкіряними зубчиками). Вуси короткі. Верхня щелепа трохи довша за нижню. Тулуб стрункий, трохи опецькуватий, вкрито дрібними кістковими пластинками. Черево вкрито пластинками, що розкидані довільно. Спинний плавець витягнутий назад, торкається тіла. Грудні плавці довгі з 1 жорстким променем. На задньому краї шипа присутні зазубрини. Черевні плавці значно поступаються грудним. Жировий плавець відсутній. Анальний плавець маленький. Хвостовий плавець добре розвинений, широкий, з виїмкою.
Забарвлення коричневе з різними відтінками або чорне зі світлими цяточками.

## Спосіб життя
Це бентопелагічні риби. Зустрічаються у малих струмках з повільною течією і коричневою водою. Дно таких місць — дрібний пісок, на якому виростає рідкісна рослинність. Інший біотоп Hisonotus — лісові струмки з земляним ґрунтом, прозорою водою і густою рослинністю. У цих місцях соми наче «висять» на опущеному у воду листі дерев.
Доволі потайливі риби. Активні вдень. Зрідка опускаються на дно, воліючи знаходитися весь час на листках рослин або на гілках чагарників. Живляться періфітоном, діатомовими і синьо-зеленими водоростями.

## Розповсюдження
Мешкають у водоймах Аргентини та Бразилії, зокрема притоках Парагваю, Парани, Ла-Плати.

## Тримання в акваріумі
Необхідний ємність від 60 літрів. Основою послужить дрібний пісок темних тонів. Уздовж задньої стінки щільно один до одного висаджують рослини з довгим стеблом на кшталт валіснерії. На передній план викладають невелику корч і пару каменів. В одному з кутів потрібно закріпити зв'язку гілок наземних кущів. Опущені в воду вони створять вид природності.
Неагресивні сомики. Тримають групою від 7-10 особин. Іншими сусідами можуть стати харацинові роду нанностомусів, аксельрод і коридораси-пігмеї або гастатуси. Годують риб невеликими шматочками свіжих овочів і таблетками для рослиноїдних сомів, а також харчем тваринного походження. З технічних засобів знадобиться внутрішній фільтр середньої потужності для створення помірної течії, компресор. Температура утримання повинна становити 22-25 °C.

## Види
- Hisonotus acuen
- Hisonotus aky
- Hisonotus alberti
- Hisonotus armatus
- Hisonotus bocaiuva
- Hisonotus bockmanni
- Hisonotus brunneus
- Hisonotus carreiro
- Hisonotus charrua
- Hisonotus chromodontus
- Hisonotus depressicauda
- Hisonotus depressinotus
- Hisonotus francirochai
- Hisonotus heterogaster
- Hisonotus hungy
- Hisonotus iota
- Hisonotus laevior
- Hisonotus leucofrenatus
- Hisonotus leucophrys
- Hisonotus maculipinnis
- Hisonotus megaloplax
- Hisonotus montanus
- Hisonotus nigricauda
- Hisonotus notatus
- Hisonotus notopagos
- Hisonotus pachysarkos
- Hisonotus paulinus
- Hisonotus prata
- Hisonotus ringueleti
- Hisonotus taimensis
- Hisonotus thayeri
- Hisonotus vespuccii
- Hisonotus vireo